# جاسبر كولينز
جاسبر كولينز (بالإنجليزية: Jasper Collins)‏ هو لاعب كرة القدم الكندية أمريكي، ولد في 28 نوفمبر 1991 في جنيف في الولايات المتحدة.

## وصلات خارجية
- جاسبر كولينز على موقع مرجع كرة القدم المحترفة.كوم (الإنجليزية)